# Hinkle Fieldhouse
L'Hinkle Fieldhouse è un palazzetto dello sport situato a Indianapolis nel campus della Butler University. Quando venne inaugurata, nel 1928, era la più grande arena da pallacanestro di tutti gli USA, e mantenne questo record fino al 1950. È il sesto palazzetto sportivo più antico ancora in uso degli Stati Uniti, ed è ufficialmente considerato come un edificio avente un interesse storico di portata nazionale.

## Storia
L'Hinkle Fieldhouse e lo stadio di football americano Butler Bowl furono i prime due edifici eretti quando la Butler University si trasferì nel campus di Fairview. A sponsorizzarli fu un gruppo di 41 uomini d'affari di Indianapolis. Il Fieldhouse venne ristrutturato nel 1933 e dal 1928 al 1971 ospitò le partite della squadra di basket dei Butler Bulldogs (solo tra il 1943 e il 1945 il palazzetto venne utilizzato come caserma per le forcze dell'aviazione e della marina militare). Il suo parquet fu teatro del Milan Miracle, un memorabile evento sportivo del 1954 durante il quale la squadra di basket del piccolo Liceo Milan sconfisse i pari età del più grande e rinomato Liceo Muncie Central. Il film Colpo vincente, basato su questo episodio, ha utilizzato l'Hinkle Fieldhouse e la voce dei suoi speaker ufficiali Hilliard Gates e Tom Carnegie in alcune scene cruciali della pellicola. In origine il palazzetto era chiamato Butler Fieldhouse, poi nel 1966 venne ribattezzato Paul D. "Tony" Hinkle, in onore dell'omonimo coach di basket che allenò alla Butler University per 41 stagioni. Una ristrutturazione da 1,5 milioni di dollari nel 1989 ridusse il numero di posti a sedere da 15.000 a 11.000. Nel 2011, la Butler University ha avviato un progetto di ristrutturazione che prevede una raccolta fondi di almeno 25 milioni di dollari.

## Eventi ospitati
L'Hinkle Fieldhouse ha ospitato conferenze di diversi presidenti statunitensi (Herbert Hoover, Dwight Eisenhower, Richard Nixon, Gerald Ford, George H. W. Bush e Bill Clinton), l'Evangelista Billy Graham, spettacoli di pattinaggio, incontri fra squadre professionistiche di basket, il primo incontro di pallacanestro tra Unione Sovietica e USA, l'All-Star Game della NBA, incontri di tennis con Bill Tilden e Jack Kramer, gare di equitazione, il Roller Derby, gare ciclistiche, un circo, match di pallavolo dei Giochi Panamericani del 1987.